# Monti Sorkinskij
I monti Sorkinskij  (in russo Соркинский хребет?; in lingua sacha: Суоркун сис) sono una catena montuosa della Siberia Orientale che fa parte del sistema montuoso dei monti di Verchojansk. Si trovano nella Sacha (Jacuzia), in Russia.

## Geografia
I Sorkinskij si allungano per circa 90 km in direzione nord-ovest/sud-est nella parte sud-occidentale del sistema di Verchojansk, tra le catene dei monti Munnijskij e dei Čočumskij. Il punto più alto della catena è un picco senza nome di 1250 m. Il limite settentrionale è dato dall'alto corso del fiume Buruolach (tributario del Ljapiske). A ovest i monti digradano nella valle del Tumara dove sorge il villaggio di Sebjan-Kjuël'. Il Beljanka attraversa la catena nella sua parte centrale. Dai monti Sorkinskij ha origine il fiume Ljunkjubej.